# Jurij Lomonosov
Jurij Vladimirovič Lomonosov (rusky Юрий Владимирович Ломоносов; 24. dubna 1876 Gžatsk – 19. listopadu 1952 Montréal) byl ruský železniční inženýr a vůdčí osobnost v rozvoji ruských železnic na počátku 20. století. Nejvíce se proslavil návrhem a konstrukcí první provozuschopné dieselové lokomotivy na světě, která byla dokončena v roce 1924 a uvedena do provozu v roce 1925. Na konci 20. let 20. století Lomonosov emigroval do Evropy a později se stal britským občanem.

## Mládí
Lomonosov se narodil v roce 1876 v Gžatsku (nyní Gagarin) ve Smolenské oblasti v Rusku. Jeho otec Vladimir Grigorjevič Lomonosov byl bývalý důstojník kavalérie, který pracoval od roku 1870 jako soudce. Jeho matka Marija Fjodorovna Lomonosova (rozená Pegelau) byla ženou v domácnosti známou založením veřejné knihovny.
V souladu s rodinnou tradicí vstoupil Lomonosov roku 1887 do moskevského 1. kadetního sboru. Poté se však rozhodl opustit svou vojenskou kariéru a věnovat sr inženýrství. V roce 1893 Lomonosov složil přijímací zkoušku a zahájil studium na Petrohradské státní univerzitě dopravy a spojů. Po absolutoriu pracoval v Charkovském lokomotivním závodě a poté se v říjnu 1898 stal asistentem ředitele železničního depa na trati Charkov-Nikolajev. V roce 1898 začal navrhovat a zkoušet lokomotivy, které se staly jeho celoživotním zaměstnáním. V roce 1899 mu bylo nabídnuto místo učitele na Varšavském polytechnickém institutu, kde přednášel teorii a řízení lokomotiv. Ruské ministerstvo komunikací ho mezitím schválilo do funkce inspektora ruských státních a soukromých drah.

## Osobní život
V květnu 1897 se Lomonosov oženil se Sofijou Alexandrovnou Antonovičovou, dcerou železničního konstruktéra A. I. Antonoviče. Na svatební cestě pár navštívil Německo, Belgii, Británii a Švédsko. Jejich vztahy ochladly v roce 1907, kdy Sofija Alexandrovna odjela do Švýcarska studovat medicínu a vzala s sebou jejich děti. Jejím odchodem bylo manželství ukončeno. Lomonosovovi se o domácnost starala jeho sekretářka Raisa Rosen a později v srpnu 1908 se stala jeho manželkou. Měli syna Jurije, který se narodil v Nikopolu a většinu života pracoval v Británii.

## Práce v Kyjevě
V roce 1902 se Lomonosov stal profesorem Kyjevského polytechnického institutu. Později byl se skupinou 100 studentů vyslán na inspekci Čínské východní dráhy za účelem její rekonstrukce. Během cesty navštívil řadu měst Dálného východu včetně Irkutska, Charbinu, Port Arthuru, Vladivostoku a také některá města v Japonsku (Nagasaki) a Číně (Peking). Výsledky expedice byly částečně oznámeny na setkání s ministrem financí Sergejem Wittem, se kterým Lomonosov otevřeně hovořil o krádežích a korupci na Čínské východní dráze. Toto setkání posílilo obraz Lomonosova jako čestného a nekompromisního veřejného činitele.
Během svého pobytu na Kyjevském polytechnickém institutu se Lomonosov připojil k rychle rostoucímu socialistickému hnutí a stal se zaníceným marxistou. Do komunistické strany však nevstoupil, což po Říjnové revoluci bránilo jeho dalšímu postupu. Jako inspektor ruských drah Lomonosov často cestoval do zahraničí, aby se seznámil se zkušenostmi s organizací dopravy v jiných zemích. V listopadu 1902 se zúčastnil Mezinárodního kongresu železničních dopravních inženýrů, konaného ve Vídni, kde se seznámil s pracemi rakouských a maďarských inženýrů. Na jaře 1903 navštívil také Itálii, Švýcarsko, Francii a Španělsko.
V dubnu 1905 se Lomonosov habilitoval na téma dynamika lokomotiv a stal se nejmladším řádným profesorem ústavu. V prosinci 1907 byl jmenován přednostou lokomotivního úseku Svatokateřinských drah. V tomto období se přesvědčil o marnosti parních strojů a dospěl k závěru, že budoucnost patří úspornějším lokomotivám se spalovacími motory. V roce 1909 začal konstruovat spalovací motorové vozy s třecí převodovkou (od vznětového motoru k hnací nápravě). V červenci 1914 ministerstvo železnic schválilo jeho návrh a vyčlenilo finanční prostředky na výrobu dvou lokomotiv, ale projekt zastavila 1. světová válka.
Během těchto let se Lomonosov stal uznávanou autoritou v oblasti vybavení lokomotiv v Rusku a vedl oddělení na Kyjevském polytechnickém institutu. Založil teorii trakčních lokomotiv a rozvinul vědecký základ pro provozování železnic, který shrnul ve dvou knihách vydaných v roce 1912: Výpočet trakce a aplikace grafických metod na ně a Vědecké problémy železničního provozu. Spolu se svými studenty vytvořil Lomonosov v roce 1908 první výzkumnou instituci věnovanou lokomotivám – Kancelář experimentování s typy motorů, která se po říjnové revoluci přeměnila na Experimentální ústav spojů.

## V sovětském Rusku

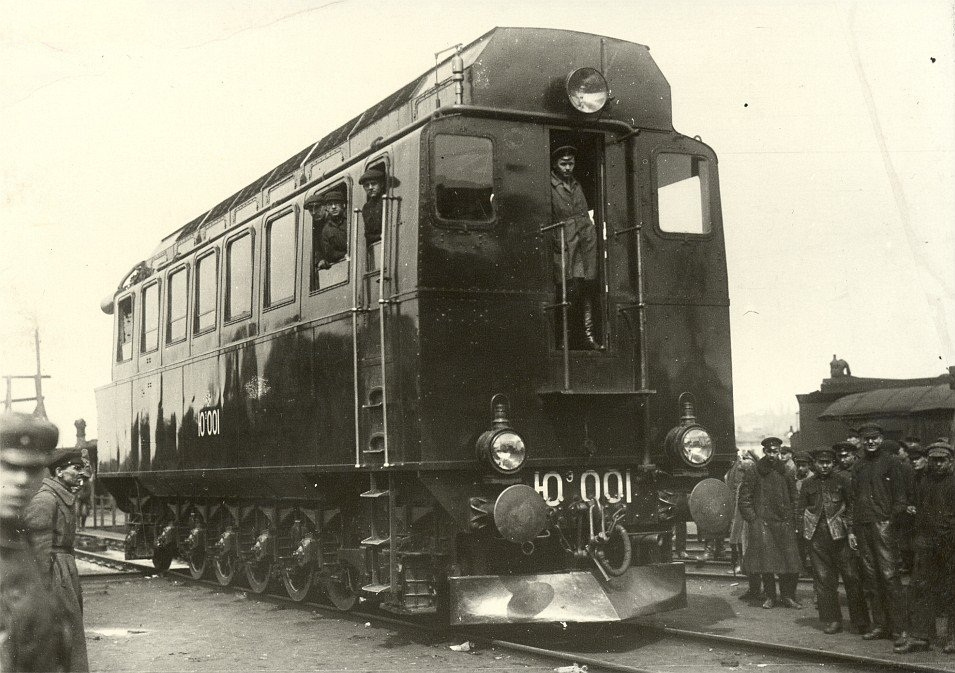
Lokomotiva JUe 001

V červnu 1917 vyslala prozatímní vláda Lomonosova jako zástupce ministerstva železnic na diplomatickou misi do Ameriky. Tam se dozvěděl o Říjnové revoluci v Rusku. Na podzim 1919 se vrátil do Ruska, protože se Američané rozhodli pozastavit prodej motorů do sovětského Ruska. V roce 1920 působil Lomonosov krátkodobě ve funkci technického vedoucího projektu Algemba, což byla první „stavba komunismu“ v Sovětském svazu. V listopadu 1920 byl Lomonosov jmenován zmocněncem Rady lidových komisařů pro železniční zakázky v zahraničí. V této funkci odjel do Berlína, kde v letech 1920–1923 organizoval nákup německých a švédských lokomotiv pro Rusko.
Během této doby Lomonosov nezastavil svou inženýrskou a vědeckou činnost. V letech 1923 až 1924 se ujal úkolu vytvořit první ruský dieselový motor s elektrickým převodem. S využitím svých administrativních schopností sestavil Lomonosov kreativní tým inženýrů a vědců, kterým se již na jaře 1924 podařilo navrhnout a postavit prototyp. Lokomotiva prošla všemi státními zkouškami a zkouškami a v únoru 1925 byla oficiálně uvedena na sovětských drahách pod číslem JUe 001 (rusky Юэ 001). Ačkoli bylo mnohem dříve v různých zemích vyrobeno několik jiných prototypů, tato lokomotiva je považována za první provozuschopnou tažnou dieselovou lokomotivu na světě.

## Život v zahraničí
V letech 1924 až 1925 Lomonosov žil a pracoval v Berlíně a posílal zprávy o svých stycích s německými výrobci lokomotiv. Přestože byl uznáván jako otec první ruské dieselové lokomotivy, jeho popularita mezi sovětskými politiky klesla. Během tohoto období se Lomonosov rozhodl nevrátit se do Sovětského svazu. Pokračoval ve vydávání knih a začal pracovat jako konzultant a učitel. Jeho profesnímu uplatnění bránilo několik faktorů jako nedostatečná znalost němčiny a angličtiny a jeho nízká obliba kvůli sovětskému původu – Lomonosov nezískal svoji předchozí popularitu, ani pracovní možnosti, jaké měl v Rusku. V letech 1927 až 1948 se pohyboval po několika zemích Evropy a Spojených státech, dočasně získával projekty a zastával rozličné pracovní pozice. V Británii spolupracoval s talentovaným fyzikem Pjotrem Kapicou; zejména se neúspěšně pokoušeli získat patent na elektromechanický brzdový systém lokomotiv.
V roce 1938 Lomonosov a jeho manželka Raisa přijali britské občanství. V letech 1948–1950 odjel se svým synem Jurijem za přáteli do USA a poté se přestěhoval do Kanady, kde po krátké nemoci zemřel.